# Cala de les Freses
La cala de les Freses, o de les Fresses, és una platja natural del municipi de Portbou (Alt Empordà) situada en la costa abrupta prop de la frontera amb França, a quatre quilòmetres del nucli de Portbou. És un espai natural totalment verge, on l'única forma d'arribar-hi és per mar. Té una longitud de 50 metres i una amplada de 10 metres, composta de còdols, de color fosc.